# Engageante (1916)
Engageante – francuskie awizo (kanonierka) z okresu I i II wojny światowej, jeden z ośmiu zbudowanych okrętów typu Friponne. Jednostka została zwodowana 17 grudnia 1916 roku w stoczni Arsenal de Brest w Breście, a do służby w Marine nationale przyjęto ją w 1918 roku. W listopadzie 1942 roku kanonierka została przejęta przez Wolnych Francuzów. Okręt został wycofany ze służby w 1944 roku i złomowany w roku następnym.

## Projekt i budowa
Awiza typu Friponne, klasyfikowane początkowo jako kanonierki do zwalczania okrętów podwodnych, zostały zamówione na podstawie wojennego programu rozbudowy floty francuskiej z 1916 roku. Okręty były w zasadzie identyczne z awizami typu Ardent, różniąc się głównie rodzajem siłowni – silnikami Diesla w miejsce napędu parowego, dzięki czemu znacznie wzrósł zasięg pływania. Początkowo planowano budowę 13 jednostek, jednak ukończono jedynie osiem. Klasyfikowane były następnie jako awizo 2. klasy.
„Engageante” zbudowany został w stoczni Arsenal de Brest. Stępkę okrętu położono w 1916 roku, został zwodowany 17 grudnia 1916 roku, a do służby w Marine nationale wszedł w 1918 roku .

## Dane taktyczno-techniczne
Okręt był kanonierką przeznaczoną do zwalczania okrętów podwodnych. Długość całkowita kadłuba wynosiła 66,4 metra, szerokość 7 metrów i zanurzenie 2,8 metra . Wyporność normalna wynosiła 315 ton. Okręt napędzany był przez dwa silniki wysokoprężne Sulzer o łącznej mocy 900 KM, poruszające dwoma śrubami. Maksymalna prędkość okrętu wynosiła 14,5 węzła . Okręt zabierał 30 ton paliwa, co pozwalało osiągnąć zasięg wynoszący 3000 Mm przy prędkości 10 węzłów (lub 1600 Mm przy 15 węzłach).
Uzbrojenie kanonierki składało się z dwóch pojedynczych dział kalibru 100 mm M1897 L/40 i dwóch zrzutni bomb głębinowych . Później otrzymała wyposażenie do trałowania min.
Załoga okrętu liczyła 54 oficerów, podoficerów i marynarzy .

## Służba
Kanonierka służyła na Morzu Śródziemnym. Pod koniec I wojny światowej lub po niej została przystosowana do roli trałowca. Podczas II wojny światowej, do 1942 roku pozostawała we francuskich koloniach w Afryce Północnej. W listopadzie 1942 roku jednostka została przejęta przez Wolnych Francuzów . Była używana następnie do eskorty konwojów przybrzeżnych. Okręt został wycofany ze służby w Algierze w 1944 roku. Następnie został złomowany 3 grudnia 1945 roku.